# Matteo Sobrero
Matteo Sobrero (født 14. maj 1997 i Alba) er en cykelrytter fra Italien, der er på kontrakt hos Red Bull-Bora-Hansgrohe.